# アマクサクラゲ

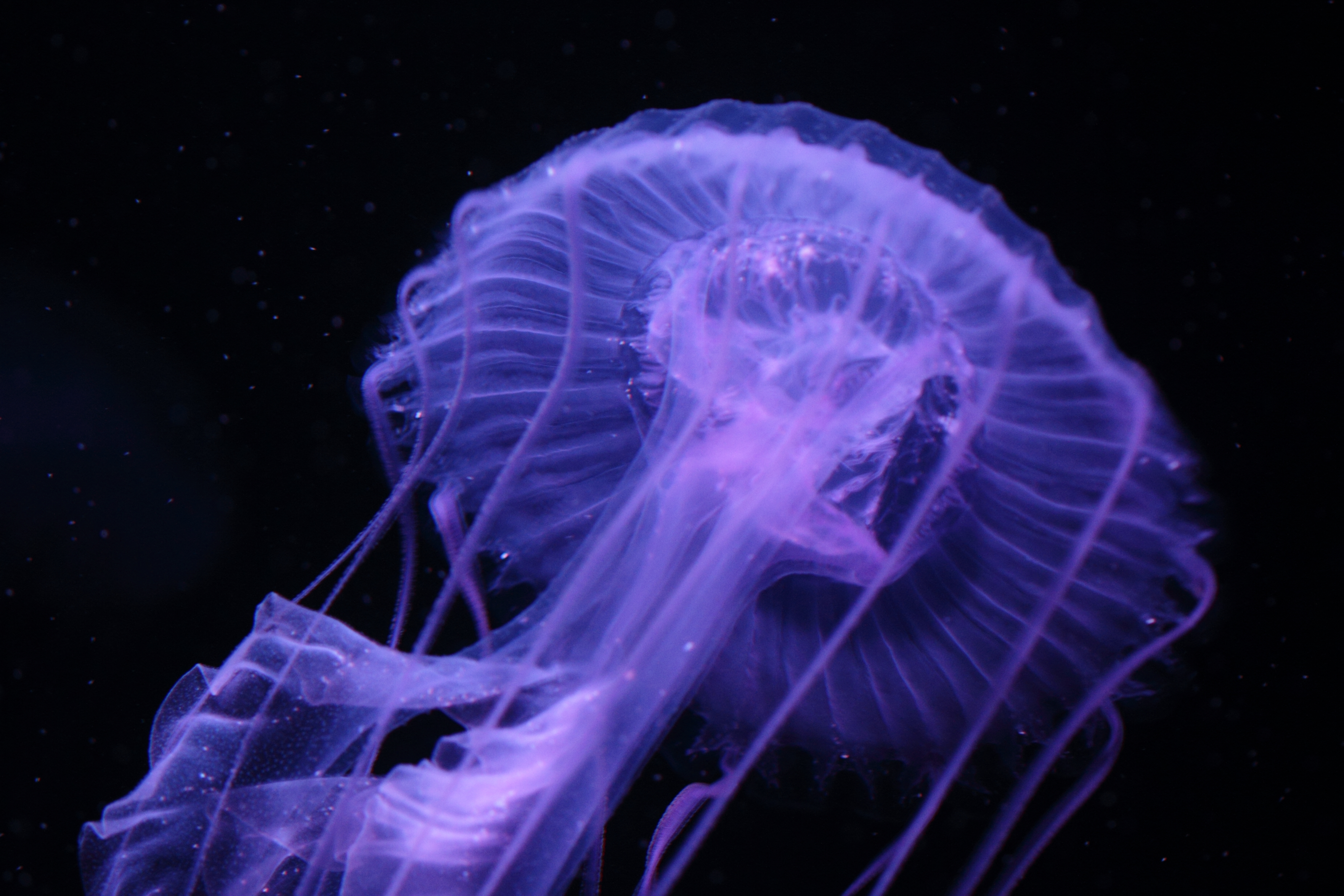
本体部の拡大
放射管などが見える

アマクサクラゲ（天草水母、天草海月、学名 Sanderia malayensis ）は、鉢虫綱のアマクサクラゲ属に属するクラゲの一種。

## 分布
日本では太平洋側では三崎以南、日本海側では富山湾まで、黒潮に乗って広がる。
九州西岸では普通に見られるクラゲであり、特に8月頃に天草周辺で多く見られることからこの和名がつけられた。

## 特徴
傘は扁平な半球型で、直径は6-10cmほど。傘の表面に刺胞を含む多数の小突起があり、数列をなし、放射状に並ぶ。全体に淡紅色を帯び、オキクラゲに似る。傘の縁は32葉の縁弁に分かれ、縁弁の間にはそれぞれ16個の感覚器と16本の触手が交互に配置する。放射管は32本あり、分枝がない。
口腕は4本で、その中央に口がある。生殖腺は間軸にあって馬蹄型をしており、花びら型に見える。

## 生態
クラゲ食で、他種のクラゲを捕食する。飼育下では、同種を多数同じ水槽に入れても共食いをせず、別種のクラゲを入れるとすぐに捕食するという。他種を区別することが出来ると見られるが、その方法は未知である。
幼生であるポリプは鹿児島湾の水深100mにあるサツマハオリムシのコロニーから発見されており、これは本種の幼生が野外で発見された唯一の例である。ポリプはハオリムシの棲管の外壁面に付着して発見された。ポリプは無性生殖をするが、その際に側面からストロンを出す。このストロンは基盤上を這うのでなく、中空に伸び出す特徴があり、これはハオリムシのコロニー内で、隣の棲管に移動するという三次元的な移動を可能にしているものと思われる。
ストロビラはモノディスク、つまり、ポリプの先端部にクラゲになる部分が一つだけ生じ、これが分離する。分離して生じたエフィラは直径約3mmで明るい褐色を呈し、縁弁は32、16個の感覚器がある。エフィラがクラゲ形になるまでには約2ヶ月を要する。

## 刺胞毒
刺胞毒は強く、刺されると強い痛みを感じる。上で述べたように、刺胞は触手だけでなく傘にも点在しているため注意が必要。九州では夏季に人を悩ますことが多いという。